# Warme Moldau

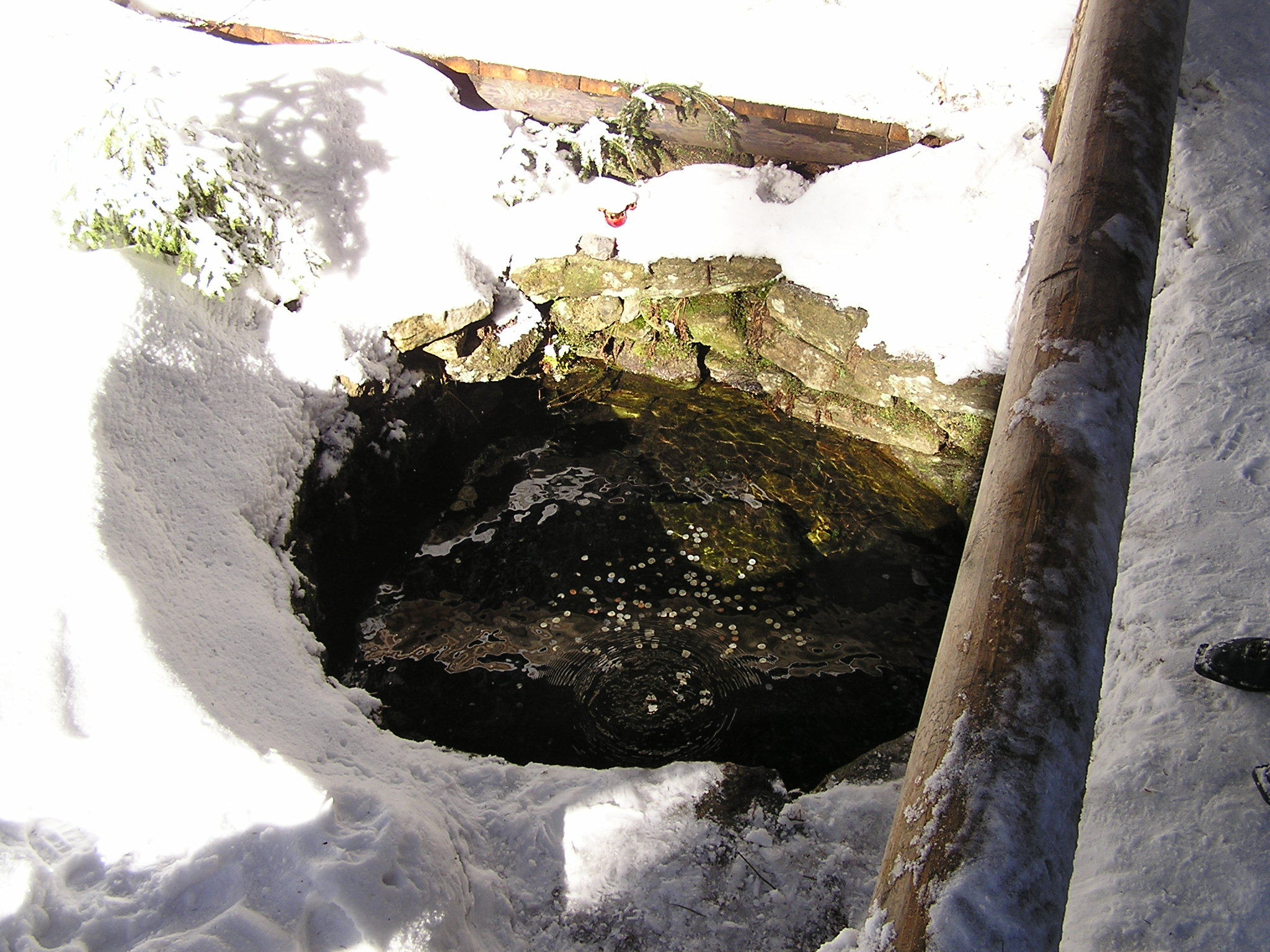
Moldauquelle

Die Warme Moldau (tschechisch Teplá Vltava) ist der linke Quellfluss der Moldau in Tschechien. Sie gilt als der Hauptquellfluss der Moldau.

## Verlauf
Die Warme Moldau entspringt 500 m nördlich der bayerisch-tschechischen Grenze am Südosthang der Černá hora (Schwarzberg, 1315 m n.m.) im Böhmerwald. Ihre Quelle befindet sich westlich über dem Moor Siebenfilz im Naturdenkmal Pramen Vltavy; 300 m südöstlich entspringt der Reschbach.  Nach ca. 50 m verliert sich der Bach im Siebenfilz und verlässt den zwischen der Černá hora, dem Stráž (Postberg, 1308 m n.m.) und dem Holý vrch (Hochbretterberg, 1284 m n.m.) gelegenen Moorgrund mit deutlich vermehrter Wassermenge als Černý potok (Schwarzbach) nach Norden. Der weitere Lauf des Baches führt östlich am Čertův vrch (1244 m n.m.) vorbei; am Tetřev (Hanefberg, 1260 m n.m.) nimmt er nordöstliche Richtung und fließt durch die Wüstung Hraběcí Huť (Grafenhütte).  Zwischen Hamerské Domky (Hammerhäuser) und Kvilda wendet sich der Černý potok scharf nach Südosten und folgt der Fließrichtung seines Zuflusses Kvildský potok. Bei Vilémov ist Tal des Černý potok als Naturdenkmal Vltavské stráně geschützt.
Anschließend bildet der Bach nördlich der Stanová hora (Tafelberg, 1159 m n.m.) und südlich der Janská hora (Waldkuppe, 1112 m n.m.) und des Kamenáč (Martin-Luther-Berg, 1048 m n.m.) ein tief eingeschnittenes Tal, in dem der Ort Františkov (Franzensthal) liegt. Der weitere Lauf der Warmen Moldau führt über Svinná Lada (Seehaid), České Chalupy, Borová Lada, Zahrádky (Mehregarten), Pravětínská Lada (Gansauerhaid), Březová Lada (Birkenhaid) und  Slatina (Filz) bis Polka (Elendbachl), wo der Bach nordöstliche Richtung nimmt. Vorbei an Anenský Dvůr und Račí (Mitterberg) fließt die Warme Moldau durch Horní Vltavice und nimmt dort ihren Lauf wieder nach Südosten. Entlang des weiteren Laufs liegen die Orte Havránka (Rabenhütte), Nová Horní Vltavice, Zátoň (Schattawa), Stará Rachota (Wachtveitl), Houžná (Hüblern), Lenora und Vlčí Jámy (Wolfsgrub). Am Unterlauf mäandriert die Warme Moldau in einem seichten und breiten Tal durch ausgedehnte Moorgebiete, die als Naturdenkmal "Malá niva", Nationales Naturreservat "Velká niva" bzw. Naturdenkmal "Vltavský luh" unter Schutz gestellt wurden. Vorbei an Soumarský Most (Säumerbrück) und Dobrá (Guthausen) fließt die Warme Moldau durch das Mrtvý luh (Tote Au bzw. Filzau). Westlich von Chlum (Humwald) vereinigt sie sich nach 56 km mit der Kalten Moldau zur Moldau.
Zwischen Lenora und Dobrá verläuft die Bahnstrecke Strakonice–Volary linksseitig der Warmen Moldau. Beim Bahnhof "Dobrá na Šumavě" überbrückt die Bahnstrecke Číčenice–Haidmühle den Fluss.

## Zuflüsse (rechts/links)
- Vogelsteinbach, l, nördlich der Černá hora
- Lesní potok, r, in Hraběcí Huť
- Kvildský potok, l, bei Kvilda
- Bučina (Fehrenhaidbach), r, unterhalb Lesní Chalupy
- Olšinka (Erlauer Bach), l, in Františkov
- Vydří potok (Thierbach), l, bei České Chalupy
- Vltavský potok bzw. Malá Vltava (Moldaubach), r, unterhalb Borová Lada
- Zelenohorský potok (Gansauer Bach), l, bei Pravětínská Lada
- Polecký potok (Elendbachl), r, in Polka
- Račí potok (Mitterberger Bach), l, in Račí
- Kubohuťský potok (Kubohüttenbach), l, in Horní Vltavice
- Kaplický potok (Kapellenbach), l, oberhalb Leonora
- Houženský potok, r, bei Houžná
- Řasnice bzw. Travnatá Vltava (Grasige Moldau) (r), bei Lenora
- Olšinka (Rothbach), l, oberhalb Soumarský Most
- Šance, r, unterhalb Soumarský Most
- Žlebský potok (Schillingbach), r, bei Dobrá
- Jedlový potok, l, bei Dobrá
- Volarský potok (Schreinerbach), l, im Mrtvý luh